# Edward M. Purcell
Edward Mills Purcell (født 30. august 1912, død 7. marts 1997) var en amerikansk fysiker, der modtog nobelprisen i fysik i 1952 sammen med Felix Bloch for sin uafhængige opdagelse (udgivet i 1946) af kernemagnetisk resonans i væske og faste stoffer. Kernemagnetisk resonans (nuclear magnetic resonance forkortet NMR) er siden blevet en meget anvendt metode til at studere molekylestruktur af rene stoffer og sammensætningen i opløsninger og blandinger.